# Majavajärvi (sjö i Kuusamo, Norra Österbotten)
Majavajärvi är en sjö i kommunen Kuusamo i landskapet Norra Österbotten i Finland. Sjön ligger 287,6 meter över havet. Den är 9,54 meter djup. Arean är 53 hektar och strandlinjen är 4,22 kilometer lång. Sjön  ingår i Ijo älvs huvudavrinningsområde.   Den ligger omkring 180 kilometer nordöst om Uleåborg och omkring 670 kilometer norr om Helsingfors. 